# 伊哈布·哈桑
伊哈布·哈桑（Ihab Hassan；1925年10月17日—2015年9月10日），是一位著名的文學評論家。全名是伊哈布·哈比·哈桑Ihab Habib Hassan。埃及裔美國人。有時又譯為「伊哈布·哈山」、或是簡稱「哈代」、「哈桑」。他是後現代主義最早的評論學者之一。

## 生平
他出生於埃及開羅，畢業自開羅大學，隨後到美國賓州大學就讀電子工程，在1948年取得碩士學位。研究所畢業之後對文學產生相當大的興趣，因此又修讀了文學碩士學位，於1950年畢業，並接著在1950年取得英文博士的學位。他曾短期任教於Rensselaer Polytechnic Institute、後轉到Wesleyan University教了16年（1954年到1970年）。
近年來他獲得相當多重要的大獎，包括古根漢藝術基金，Senior Fulbright lectureships和National Endowment for the Humanities grants。在1996年和1999年，他分別被University of Uppsala與University of Giessen授與榮譽學位。他在生前是International Association of University Professors of English的董事會長。
伊哈布哈桑的著作相當豐富，至今已出版約15本書籍，其中最重要的是關於後現代主義的評論，他的書籍目前已翻譯成16種國際語言。他的著作在台灣較廣為人知的是《後現代的轉向》（The Postmorden Turn；劉象愚譯；時報出版；ISBN 0571306002）。1987年他任教於威斯康辛大學英語系時，曾拜訪過台灣。

## 外部連結
- ihabhassan.com－英語
- 著作列表（页面存档备份，存于）－英語